# Pultenaea radiata
Pultenaea radiata är en ärtväxtart som beskrevs av Herbert Bennett Williamson. Pultenaea radiata ingår i släktet Pultenaea och familjen ärtväxter. Inga underarter finns listade i Catalogue of Life.